# Y 6020
,
Les Y 6020 étaient des locotracteurs diesel utilisés pour la manœuvre dans les gares et embranchements par la SNCF. Ils sont les locotracteur BDR du type 12V100D HN5 (Y 6021 à 6039) et 8V100 HN6 (Y 6040 à 6041).

## Description
Chemin de fer de l'État
Après des essais réalisés avec des locotracteur Deutz, le réseau de l'État commande des locotracteurs BDR de 30 tonnes et équipés de moteurs Diesel. Les premiers engins seront équipés de moteurs de chez Mercedes Benz de 100 ch, puis de moteurs Renault de 100 ch. La transmission BDR est mécanique à six rapports. Ils seront numérotés ZZ 207 à 221. Certains engins assureront la manœuvre des rames entre Paris Saint Lazare et Clichy.
| Date | n°état 1934  | Motorisation         | n°constructeur |
| ---- | ------------ | -------------------- | -------------- |
| 1931 | ZZ 207 à 216 | Mercedes Benz 100 ch | 302 à 311      |
| 1932 | ZZ 217 à 221 | Renault 100 ch       | 312 à 316      |

Un locotracteur de ce type a été commandé par la Compagnie de l'EST.  Construit en 1932, il est numéroté T 2009, ayant les mêmes caractéristiques que ceux de l'État, il est mis au service de l'exploitation.
SNCF de 1938 à nos jours
À la création de la SNCF en 1938, ces locotracteurs sont renumérotés LZZ BD 10200. En 1946 intervient la nouvelle renumérotation de ces engins en YBD 10201 à 10220 et 10401 à 10402. Le locotracteur EST T 2009 devient YBD 10401. La caisse de couleur vert foncé repose sur un châssis noir. Sur la traverse peinte en rouge vif se trouvent des marquages de couleur blanche. Les anciens moteurs Mercedes Benz et Renault sont remplacés par un Willème de 115 ch.
Durant ces périodes certains engins se sont vus transformés pour fonctionner au gazogène comme le YBD 10209.
En 1960 et 1961, ils sont transformés par les ateliers de Nevers, le moteur est le Willème 6 cylindres en ligne mais porté à 150 ch. L'ancienne transmission mécanique est remplacée par une nouvelle transmission hydromécanique Asynchro conçu pour des puissances de 200 et 250 ch construit par les ateliers CFD de Montmirail. Ils deviennent les locotracteurs Y 6021 à 6041 de la SNCF. ils reçoivent la nouvelle livrée des locotracteurs caisse en vert, filets et traverses en jaune, châssis en gris.Lors de ces transformations, l'ordre des anciens numéros n'est pas respecté.
Caractéristiques techniques
Anciennes Compagnies: Moteur Mercedes Benz ou Renault 100 ch, boîte mécanique 6 rapports + inverseur. Tare 28,7 T.
SNCF 1946: Moteur Willème 115 ch, boîte mécanique 6 rapports + inverseur. Tare 29 T.
SNCF 1960-1961: Moteur Willème 150 ch, boîte hydromécanique asynchro 200/250 8 rapports + inverseur. Tare 29,4 T.

## Effectif du Réseau Ouest au 1er janvier 1966 des vingt-et-une unités[3]ainsi que celui de 1973 des dix-neuf[4]et les dépôts titulaires avec début des radiations.[4],[5]
- Le Mans[3],[4]
- Sotteville[3],[4]dernier dépôt titulaire[5]
- Caen[3],[4]
- Rennes[3],[4]
- La Rochelle[3],[4]
- Nantes[3],[4]

## Numérotations des engins
|        | N° SNCF 1948 | N° SNCF 1938 | no 1934 | N° origine | Réseau | N° constructeur |
| ------ | ------------ | ------------ | ------- | ---------- | ------ | --------------- |
| Y 6021 | Y BD 10401   | LZZ BD ?     | T2009   | -          | EST    | 318             |
| Y 6022 | Y BD 10202   | LZZ BD ?     | Lo 3    | -          | AL     | 324             |
| Y 6023 | Y BD 10203   | LZZ BD 10351 | BDR 6   | -          | Nord   | 321             |
| Y 6024 | Y BD 10204   | LZZ BD 10211 | ZZ 0601 | ZZ 207     | ÉTAT   | 302             |
| Y 6025 | Y BD 10205   | LZZ BD 10212 | ZZ 0602 | ZZ 208     | ÉTAT   | 303             |
| Y 6026 | Y BD 10206   | LZZ BD 10213 | ZZ 0603 | ZZ 209     | ÉTAT   | 304             |
| Y 6027 | Y BD 10207   | LZZ BD 10214 | ZZ 0604 | ZZ 210     | ÉTAT   | 305             |
| Y 6028 | Y BD 1020?   | LZZ BD 10215 | ZZ 0605 | ZZ 211     | ÉTAT   | 306             |
| Y 6029 | Y BD 10209   | LZZ BD 10216 | ZZ 0606 | ZZ 212     | ÉTAT   | 307             |
| Y 6030 | Y BD 10210   | LZZ BD 10217 | ZZ 0607 | ZZ 213     | ÉTAT   | 308             |
| Y 6031 | Y BD 10211   | LZZ BD 10218 | ZZ 0608 | ZZ 214     | ÉTAT   | 309             |
| Y 6032 | Y BD 10212   | LZZ BD 10219 | ZZ 0609 | ZZ 215     | ÉTAT   | 310             |
| Y 6033 | Y BD 10213   | LZZ BD 10220 | ZZ 0610 | ZZ 216     | ÉTAT   | 311             |
| Y 6034 | Y BD 10214   | LZZ BD 10201 | ZZ 0201 | ZZ 217     | ÉTAT   | 312             |
| Y 6035 | Y BD 10215   | LZZ BD 10202 | ZZ 0202 | ZZ 218     | ÉTAT   | 313             |
| Y 6036 | Y BD 10216   | LZZ BD 10203 | ZZ 0203 | ZZ 219     | ÉTAT   | 314             |
| Y 6037 | Y BD 10217   | LZZ BD 10204 | ZZ 0204 | ZZ 220     | ÉTAT   | 315             |
| Y 6038 | Y BD 10219   | LZZ BD ?     | 100 DB1 | SA100-3    | PLM    | 319             |
| Y 6039 | Y BD 10220   | LZZ BD ?     | 100 DB2 | SA100-4    | PLM    | 320             |
| Y 6040 | Y BD 10208   | LZZ BD 10208 | ZZ 0401 | ZZ 351     | ÉTAT   | 342             |
| Y 6041 | Y BD 10402   | LZZ BD 10222 | ZZ 0402 | ZZ 352     | ÉTAT   | 343             |

Il y a bien eu un locotracteur numéroté Y BD 10218 (ex-ÉTAT ZZ 221 puis ÉTAT ZZ 0205 puis SNCF LZZ BD 10205, numéro de constructeur 316), mais il ne fait pas partie des engins modernisés.

## Préservation
- Y 6022 : anciennement exposé en monument Chemin du Canal à Remiremont, ferraillé en 2012 ;
- Y 6040 : préservé en état de marche par l'Association Lorraine d'Exploitation et de Modélisme Ferroviaires (ALEMF)[7], ex-Y-BD 10208 ;
- Y 60** : anciennement préservé par Chemin de Fer Touristique des Hautes Falaises (CFTHF).

## Modélisme
Ce locotracteur a été reproduit à l'échelle HO en kit laiton et bronze à monter par la firme artisanale Gecomodel.